# Tetrahedrán
A tetrahedrán feltételezett platóni szénhidrogén, képlete C4H4, szerkezete tetraéderes. A vegyület gyűrűfeszültsége jelentős, és 2024-ig nem szintetizálták, de számos származékát igen. Általánosabb értelemben a tetrahedrán szó hasonló molekulák, például a fehérfoszfor szerkezetének leírására is használatos.

## Szerves tetrahedránok
1978-ban Günther Maier előállította a tetra-terc-butiltetrahedránt. E szubsztituensek a tetraédert teljesen körülveszik. Maier szerint a központ kötései azért nem bomlanak fel, mert ez a szubsztituenseket közelebb kényszerítené (fűzőhatás), mely van der Waals-feszültséget okozna. A tetrahedrán platóni szénhidrogén, IUPAC-neve triciklo[1.1.0.02,4]bután.
Az alapvegyület, a tetrahedrán (C4H4) ismeretlen, de feltehetően kinetikailag stabil. Egy sikertelen reakcióút volt például a propén reakciója atomos szénnel. A tetrahedrán fullerénbe zárására csak in silico történt kísérlet. Feszültsége és képlete révén a tetranitrotetrahedrán feltehetően nagy teljesítményű robbanóanyag lehet. Egyes tulajdonságait kvantumkémiai módszerekkel számították.

### Tetra-terc-butiltetrahedrán
E vegyületet először alkin cikloaddíciójával szintetizálták terc-butil-maleinsavanhidriddel, melyet szén-dioxid kibocsátás követett ciklopentadienonra, ennek brómozása, majd egy negyedik t-Bu csoport hozzáadása. A szén-monoxid fotokémiai keletrop eliminációja adta az eredményt. A tetra-terc-butiltetrahedrán hevítésre tetra-terc-butilciklobutadiént ad. Bár a szintézis rövidnek és egyszerűnek tűnik, több évi alapos megfigyelés és optimalizálás kellett a megfelelő reakciók végrehajtásához. Például a tetra-t-butilciklopentadienon tri-t-butil-brómciklopentadienonból való előállítása több mint 50 kísérletet igényelt a megfelelő feltételek megtalálásához. A szintézis „rendkívüli kitartást és kísérleti ügyességet” igényel a munka egy retrospektívje szerint. Egy sztereokémiai munkában a szerzők megemlítik, hogy „a viszonylag egyszerű séma […] elrejti a kiindulási anyag korlátozott elérhetőségét és az egyes lépések megfelelő körülményei létrehozásához szükséges nagy mennyiségű munkát”.

A tetra-t-butiltetrahedrán szintézise (1978)

Végül jobban skálázható módszer is létrejött, melynek utolsó lépése egy ciklopropenil-diazometán fotolízise, mely a kívánt terméket tetra-t-butilciklobutadién köztitermékkel éri el: Ez a tetrahedrán és a ciklobutadién egymásba való átalakíthatóságát vette figyelembe (UV-sugárzás hatására tetrahedrán, hő hatására ciklobutadién keletkezik).

A tetra-t-butiltetrahedrán szintézise (1991)

### Tetrakisz(trimetilszilil)tetrahedrán

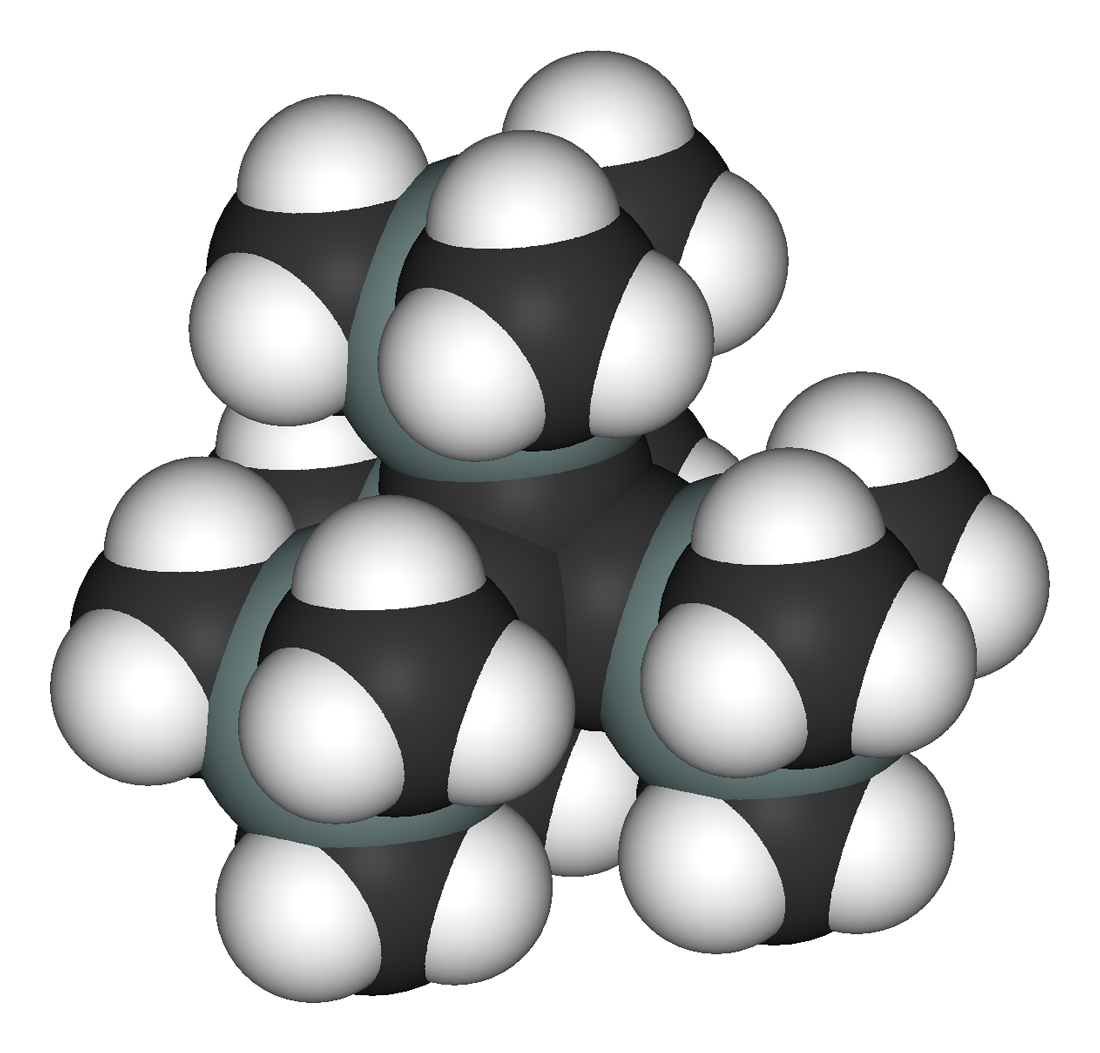
A tetrakisz(trimetilszilil)tetrahedrán viszonylag stabil

A tetrakisz(trimetilszilil)tetrahedrán előállítható a ciklobutadién trisz(pentafluorfenil)boránnal való kezelésével, és sokkal stabilabb a t-butil analógnál. A Si–C kötés hosszabb a C–C kötésnél, így a fűzőhatás kisebb. Míg a t-butiltetrahedrán 135 °C-on olvad a ciklobutadiénné való alakulással együtt, a tetrakisz(trimetilszilil)tetrahedrán 202 °C-on olvad, 300 °C-ig stabil, ahol bisz(trimetilszilil)acetilénné bomlik.
A tetrahedránváz banánkötésekből áll. NMR révén kiderült az általában hármas kötésekre jellemző sp hibridizáció. Így a kötések különösen rövidek (152 pm).
Metillítium és tetrakisz(trimetilszilil)tetrahedrán reakciója tetrahedranillítiumot ad. Kapcsolásos reakciók további anyagokat adnak.
Bisz(tetrahedrán)ról is beszámoltak. A tetraédereket összekapcsoló kötés még rövidebb, 143,6 pm, szemben a C–C kötések általános hosszával (154 pm).

A tetrakisz(trimetilszilil)tetrahedrán és dimerje szintézise

## Nem szén központú tetrahedránok
A tetraszilatetrahedránban 4 szilíciumatom a központ. A Si–Si kötés hosszabb (235 pm), a központ körül 16 trimetilszilil-csoport van, mely stabilitást ad. A szilatetrahedrán káliumgrafittal redukálható kálium-tetraszilatetrahedraniddá. E vegyületben egy szilíciumatomnak nincs szililszubsztituense, és negatív töltésű. A kálium koronaéterrel leválasztható, így a kálium és a szililanion 885 pm-re van egymástól. Egy Si−–Si kötés 272 pm-es, a szilíciumatom fordított tetraéderes geometriájú. Ezenkívül a 4 szilíciumatom ekvivalens NMR időskálán a szililszubsztituensek mozgása révén.

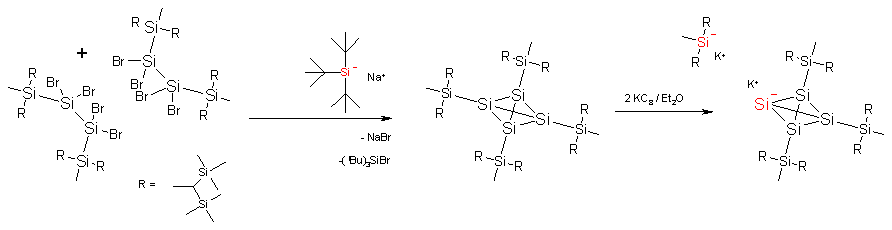
Tetraszilatetrahedrán

A tetraszilatetrahedrán dimerizációjára is történt kísérlet. E tetrahedránban a központ körül 4 tri-terc-butilszililcsoport van. Dimer nem keletkezik, de egy benzolban jóddal történő reakció, melyet a tri-terc-butilszilaanionnal való reakció követett, 8 tagú szilíciumklasztert adott, ahol egy Si2 csoport (229 pm hosszú, inverz tetraéderes geometria) található 2 Si3 gyűrű közt.

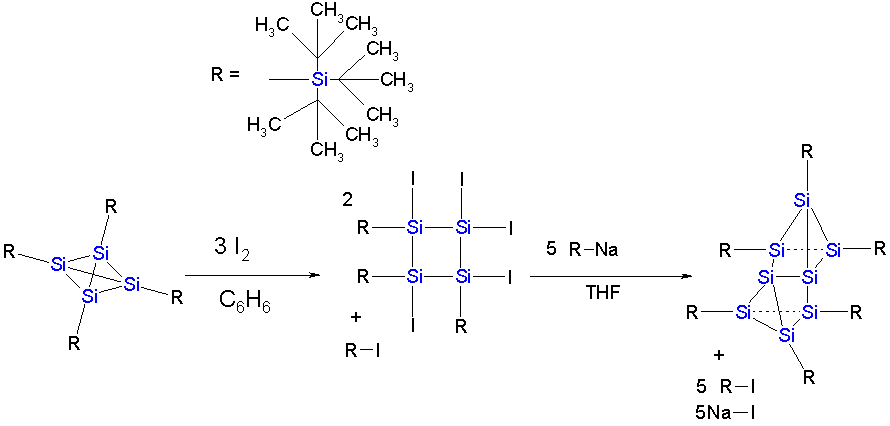
Szilíciumklaszter

Az ón- (Sn8R6) és a germániumklaszterek (Ge8R6) atomjai egy kocka csúcsain vannak.

## Szervetlen és fémorganikus tetrahedránok

Az In_{4} központú (InC(TMS)_{3})_{4} képlete (sötétszürke: In, narancs: Si)

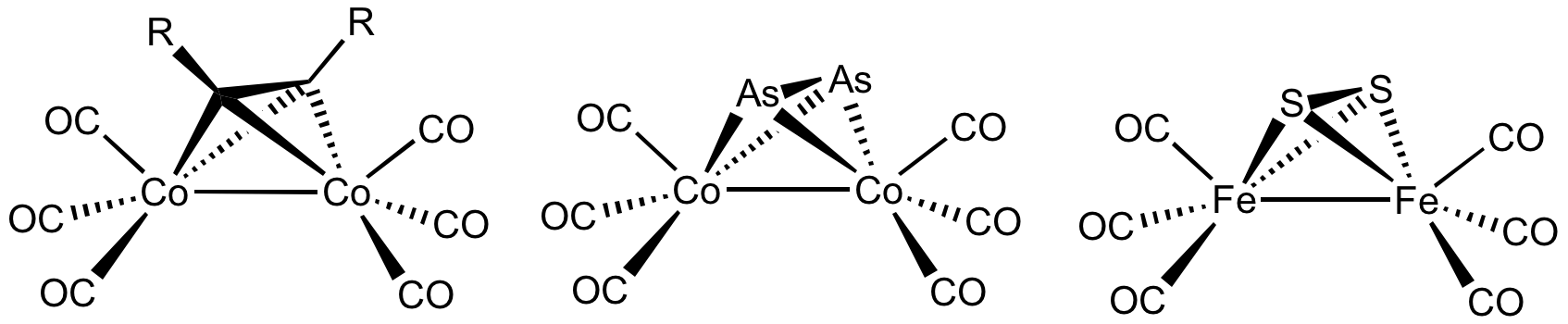
A tetraéderes fémközpontokat is gyakran nevezik tetrahedránnak.

A tetrahedránmotívum széles körben előfordul, például a fehérfoszforban (P4) és a sárga arzénben (As4). Számos fémkarbonilklasztert, például a tetraródium-dodekakarbonilt is tetrahedránnak neveznek.
Egy fém- vagy foszforatom által összekapcsolt ciklopropilaniont tartlmazó vegyületek is ismertek.

## Fordítás
Ez a szócikk részben vagy egészben  a   Tetrahedrane című angol Wikipédia-szócikk ezen változatának fordításán alapul.  Az eredeti cikk szerkesztőit annak laptörténete sorolja fel. Ez a jelzés csupán a megfogalmazás eredetét és a szerzői jogokat jelzi, nem szolgál a cikkben szereplő információk forrásmegjelöléseként.